# Rue Burq
La rue Burq est une voie publique du 18e arrondissement de Paris (France) située dans le quartier de Montmartre.

## Situation et accès
Longue d'environ 150 mètres et large de 10, elle débute au 48, rue des Abbesses et se termine en impasse. Elle est accessible par la ligne 12 du métropolitain à la station Abbesses, ainsi que par la ligne de bus 40, la seule à circuler sur la butte Montmartre, à l'arrêt Durantin-Burq.

## Origine du nom
La rue porte le nom du propriétaire des terrains lotis à cet endroit.

## Historique
Au Moyen Âge, dans la campagne qu'était à l'époque Montmartre, un chemin de terre parallèle à l'actuelle rue Ravignan se dessinait à travers champs : le chemin des Behourdes. 
En 1863, ce qui était entretemps devenu une ruelle fut baptisé « rue Burq ».

## Bâtiments remarquables et lieux de mémoire
Au no 14 de la rue s'ouvre le jardin Louise-Weber-dite-La-Goulue, anciennement dénommé « jardin Burq » ou « square de la rue Burq ».